# Júlio Pasa
Júlio Desidério Pasa (8 de febrero de 1896 - 1956) fue un alcalde de Foz de Iguazú. Gaúcho de Júlio Prates de Castilho, hijo de los italianos Carlo Luigi Eliodoro Pasa y Rosa Catterina Capriz emigró a Foz de Iguazú en 1918 como albañil, cuando la ciudad era una colonia militar.

### Vida política
En 1930 fue nombrado alcalde por Getúlio Vargas, posrevolución. Y así trabajó por primera vez en el cargo durante un año y unos meses, hasta la reorganización política.
Posteriormente fue elegido nuevamente alcalde del Municipio de Foz do Iguazú, por la UDN, esta vez el 16 de noviembre de 1947, mediante las primeras elecciones directas en el municipio.
Implementó la electricidad en la ciudad, a través de una turbina, y hoy se la conoce como el mayor proveedor de electricidad de Brasil, a través de la represa binacional Itaipu.
Conocía profundamente los problemas del Estado de Paraná, especialmente del Medio Oeste. Y por eso, fue incansable para la creación del parque nacional Iguazú, y también de la Carretera Estratégica de Paraná, hoy el tramo que une Ponta Grossa con Foz do Iguazú, conocida como BR-277.
Fue un activista en la integración de la educación pública con el gobierno estatal y los municipios, algo complejo de lograr en ese momento.
También fue presidente del Ayuntamiento y de la Unión Democrática Nacional (UDN) en Foz do Iguazú.

#### Escenario político
Enfrentó el momento en que el entonces Territorio Federal de Iguazú fue disuelto pero enfrentando un movimiento separatista por la creación de un Estado Independiente La articulación política de Júlio Pasa, Affonso Camargo (alcalde de Curitiba), con el entonces gobernador Bento Munhoz da Rocha, permitió un fin pacífico al tema, atraer inversiones a la región y reconocer su importancia. A fines de 1951 se creó la división por municipios, entre ellos Toledo y Cascavel.
Los deseos separatistas por grupos minoritarios continúan en la actualidad.

#### Agricultura
Trabajó como productor de alimentos para los caballos de la Colonia Militar, y luego, como político y para la Asociación Rural, trabajó duro por el desarrollo de la agricultura local.

#### Deporte y cultura
Creación de líneas de incentivos para el club ABC Futebol Clube
Fue presidente del Clube Recreativo Democrático, de la Asociación Rural de Foz. Cedió el terreno para la creación del Tuiuti Esporte Clube, en Cascavel que hasta entonces, a pesar de ser un poblado grande, contaba con pocas residencias, y aún pertenecía al municipio de Foz do Iguazú. Existe una tendencia que atribuye el crecimiento de la ciudad a la existencia de este club. [8]
Vio la importancia del turismo en la existencia de las Cataratas del Iguazú, y una vez que hubo una discusión sobre la pavimentación de la carretera que llegaría al municipio, inició proyectos para incentivar el Parque Iguazú ya existente. Bajo su mandato existió un incentivo para construir el Hotel das Cataratas, una obra importante y simbólica, actualmente privatizada en concesión que permitió continuar con turismo tras la prohibición de los casinos en 1946.
Hoy, Foz do Iguazú es uno de los destinos más solicitados para eventos como congresos o acuerdos regionales, como la Declaración de Foz de Iguazú y ha sido clave para la construcción diplomática con Argentina y Paraguay.

### Personalidad
Júlio Pasa fue una figura popular, incluso antes de su carrera política. Su sentido del humor, la forma irónica en que afrontaba la vida, sus compañeros, los hechos cotidianos del día, lo convertían en dueño de un público siempre dispuesto a escucharlo y disfrutar de sus diatribas filosóficas y a menudo. sarcásticas.

#### Abogado Lego
Ejerció como abogado autodidacta, defendió varias causas. No existían estudios superiores en la ciudad y es por ese motivo que cualquiera que necesitara de asistencia utilizaba abogados defensores no profesionales como él.

#### Hechos y Recuerdos
El diario La Gazeta de Iguazú publicó un extenso artículo, con la historia sobre su vida y una entrevista a su hija Letícia.
En este cuenta mucho sobre su personalidad, y dice que una vez que iba a Curitiba con un chofer en busca de una patrulla, que sería la primera en Foz de Iguazú. Al llegar allí, un viaje que duró 2 días, esta se había asignado a otro propósito. Entonces desafió al encargado del garaje, envió a su chofer a manejar la patrulla, despachó la maleta en un autobús, y se subió a la patrulla, junto a chofer, para volver juntos a Foz de Iguazú. Luego de lo sucedido, al tratar de disculparse con el entonces gobernador, este lo interrumpió. diciendo: "No Júlio, me gustaría tener mas alcaldes así".
En otra ocasión estuvo más de un año sin retirar su salario en la alcaldía, ya que no lo haría si el municipio no podía pagar los gastos que generaba, incluido los sueldos de los empleados.
Al instalar la energía en la ciudad, insistió en dejar su propia casa como una de las últimas del barrio, para evitar críticas.
Letícia dice que los tiempos eran diferentes, y que en ese momento Foz de Iguazú era un pueblo pequeño donde todos se conocían y la corrupción ni siquiera era un tema que preocupara a los ciudadanos.
Planeó él mismo sus funerales, llamó a su amigo Alexandre Kusievski y le pidió que trasladara su cuerpo al cementerio en carreta. Alexandre dijo "¿Qué me pides?" a los que respondió "Alexandre, me prometes que me llevaras, porque no quiero dar trabajo cuando me muera". Hombre de espíritu fuerte y sereno hasta el último momento, mantuvo la más perfecta lucidez, recomendó a los miembros de su familia preservar su propiedad y mantener en alto la reputación de su nombre en la ciudad. Cuando sintió que le faltaban fuerzas, producto de una cardiopatía, su hija escribió el comunicado que divulgó su fallecimiento, bajo el estricto dictado de Julio. Esa nota luego se transmitió por megáfono a la población. Se lo consideró un hombre valioso y noble para Foz de Iguazú.

#### Familia
Estaba casado con Isabel Bonini Pasa, con quien tuvo 11 hijos y adoptó a otros 6.
Hijos naturales: Alberto Pasa, Joconda Pasa, Dante Pasa, Adelina Pasa, Guiomar Pasa, Gentilina Pasa, Rosa Pasa, Letícia Pasa, Natalia Pasa, Beatriz Pasa e Nelida Pasa.
Hijos adoptivos: Ramona Rosa, Roberto Ribeiro.

#### Homenajes Póstumos
Dada la importancia de su paso al frente del Ayuntamiento de Foz do Iguazú, se han rendido homenaje en su memoria se bautizaron con su nombre algunos lugares.

##### Callejuela Júlio Pasa,Foz do Iguazú
en 1959, unos años después de su fallecimiento, se bautiza la callejuela del centro de la ciudad en su nombre.

##### Escuela Municipal Júlio Pasa,Foz do Iguazú
Se crea Escuela Pública Municipal Júlio Pasa en el sur de la ciudad, en concordancia a la época la cual las escuela de colonos y las privadas religiosas comienzan a declinar debido a la rápida transformación de la región. Hay una inmigración importante, principalmente en el ejido urbano, que transforma la economía de los colonos de productores de yerba mate y madera a producción agropecuaria, comercio y el comienzo del ejercicio de  profesiones liberales. Esta población pujante reclama la creación de servicios públicos, la escuela entre otros.
Los colonos originales, inmigrantes de grupos cerrados y que no se sintieron parte de la sociedad brasileña en formación, en sus generaciones nacidas en Brasil comienzan a integrarse al tejido social.

##### Calle Júlio Pasa,Curitiba
Los funerales fueron, para la época, un evento con gran participación popular y de personalidades locales. También fue homenajeado con la nomenclatura de la calle Júlio Pasa en Curitiba, donde vivió durante muchos años su hija Joconda Pasa.